# نيكون دي 800
نيكون دي 800 (بالإنجليزية: Nikon D800)‏ كاميرا احترافية من إنتاج شركة نيكون 36.3 ميجا بيكسل وقد طرحت في السوق في مارس 2012.